# Ouvèze
Ouvèze – rzeka we Francji, przepływająca przez tereny departamentów Drôme i Vaucluse, o długości 93,3 km. Stanowi dopływ rzeki Rodan.